# MSC Seascape
MSC Seascape — четвёртое и последнее круизное судно класса Seaside итальянской компании MSC Cruises. Ходит под флагом Мальты. Эксплуатируется у США в бассейне Карибского моря.

## История
29 ноября 2017 года на церемонии получения судна MSC Seaside на верфи Fincantieri в Монфальконе MSC объявила о заказе двух самых больших и технологически продвинутых судов, когда-либо построенных в Италии, MSC Seashore и MSC Seascape модернизированного класса Seaside на сумму €1.8 миллиарда.
Первая резка стали для корпуса состоялась 26 ноября 2018 года. 
Корпус и киль были заложены 19 сентября 2019 года.
Спущено на воду 20 августа 2021 года.
Сдано заказчику 16 ноября 2022 года.
18 ноября 2022 года начался первый рейс в Нью-Йорк, репозиционный из Средиземноморья в Северную Америку. 
Церемония имянаречения и крещения с участием Софи Лорен и Алексы Апонте-Ваго, дочери основателя MSC Group Джанлуиджи Апонте, состоялась 7 декабря 2022 года в круизном терминале Манхэттена.
11 декабря 2022 года начались регулярные недельные рейсы по Карибскому морю.
9 января 2023 года во время круиза произошёл отказ одного двигателя, из-за чего временно была снижена скорость и сокращён круиз.
В апреле 2023 года во время круиза член съёмочной группы-индиец изнасиловал пассажирку-американку, был арестован, передан в полицию и осуждён судом Багам.

## Характеристики
Судно рассчитано на 5877 пассажиров в 2270 каютах и 1648 членов экипажа. 
Имеет крейсерскую скорость 18,5 узлов и максимальную скорость 21,8 узлов.
Судно создано специально для тёплой погоды. 
Судно имеет 20 (в т.ч. 14 пассажирских) палуб, 13 тыс.кв.метров открытых пространств включая 540-метровый круговой променад, театр, концертный зал, казино, аквапарк Forest Aquaventure, шесть бассейнов, спа-центр, симулятор рафтинга и гонок, аттракцион с роботом-манипулятор с тремя сиденьями, 11 ресторанов и кафе, 19 баров и лаунджей, другие общественные места для развлечений, отдыха, спорта и шоппинга, панорамные лифты и стеклянный пешеходный мост Мост Вздохов на 16-й палубе. 
Антураж посвящён Нью-Йорку, торгово-развлекательная зона названа Times Square, в атриуме установлена светодиодная стена высотой 8,5 метра с проекцией горизонта Манхэттена, в казино находится 3-метровая копия Статуи Свободы.